# White Denim
White Denim — американское инди-рок-трио, образованное в Остине, Техас, в 2005 году. Джеймс Петралли (вокал, гитара) и Джошуа Блок (ударные) были до этого участниками noise rock-группы Parque Touch, Стив Теребекки (вокал, бас-гитара) играл в Peach Train.
Группа исполняет шумовой гаражный рок (насыщенный с элементами фанк-, даб-, блюз- и фолк-влияний), харакатерными чертами которого являются (согласно Allmusic) «сокрушительные риффы и яростная энергия».
Марк Райли (BBC 6 Music) определил стиль группы как Jimi Hendrix Experience + Led Zeppelin + Parliament. Он же предположил (в июле 2009 года), что White Denim «на сегодняшний день — возможно, лучшая в мире группа».
Второй альбом группы Fits получил высокие оценки рок-рецензентов (79/100 по сводной шкале www.metacritic.com).

## Дискография

### Альбомы
- Workout Holiday (2008) Full Time Hobby
- Exposion (2008)
- Fits (2009) Full Time Hobby
- D (2011) Downtown Records
- Corsicana Lemonade (2013)
- Stiff (2016)
- Performance (2018)
- Side Effects (2019)

### EP’s
- Let’s Talk About It EP (7", 2007)
- Workout Holiday EP (CD5, 2007)
- RCRD LBL EP (digital, 2008) RCRD LBL online

### Синглы
- «Let’s Talk About It» (7", 2008) Full Time Hobby
- «All You Really Have To Do» (7", 2008) Full Time Hobby
- «Shake Shake Shake» (7", 2008) Full Time Hobby
- «I Start To Run» (7", 2009) Full Time Hobby